# Црногорославље
Црногорославље је екстремни облик црногорског религијског национализма. Први идеолог црногорославља, а уједно и творац самог термина, био је црногорски фашиста Секула Дрљевић (1884-1945), који је за вријеме Другог свјетског рата, током свог боравка у Независној Држави Хрватској, усвојио клерофашистичку идеологију усташког покрета, по угледу на коју је потом уобличио и своје екстремистичке ставове о посебним религијским аспектима црногорског национализма.
Полазећи од своје основне тезе о етничкој посебности Црногораца у односу на Србе, Дрљевић је заступао став о суштинској различитости "црногорског" православља не само у односу на српско православље, већ и у односу на Православље уопште, указујући тим поводом и на посебне расне аспекте, које је формулисао уз ослонац на тезу о несловенском, односно динарском пореклу етничких Црногораца. Тим поводом се изричито позивао на ставове Алфреда Розенберга, једног од најпознатијих нацистичких идеолога, који је по завршетку рата осуђен као ратни злочинац на Нирнбершком процесу. Поводећи се за таквим узорима, Дрљевић је у својим етнорелигијским конструкцијама отишао толико далеко да је 1944. године дословно писао: "Crnogorska crkva kroz sve vjekove nije bila ni u kakvoj zavisnosti od bilo koje pravoslavne crkve", наглашавајући: "Odlučna je činjenica, da Crnogorci imaju svoju religiju, svoje crnogoroslavlje i da su ostajući vjerni njemu vjerni samima sebi".
Таквим писањем, Дрљевић је уобличио етнорелигијске крилатице на које су се касније позивали и многи други идеолози црногорског националистичког и аутокефалистичког покрета, што је дошло до посебног изражаја након стварања неканонске Црногорске православне цркве (1993). Од тог времена, на првобитни (Дрљевићев) концепт црногорославља надовезала су се и нека новија тумачења, која су проистекла из настојања појединих црногорских аутокефалиста да тај појам, који је поникао под окриљем клерофашизма, ослободе од тешког наслеђа прошлости и тиме га учине подобним за употребу у савременом јавном и политичком животу Црне Горе.